# TrueCrypt
TrueCrypt was software om gegevens te versleutelen op bijvoorbeeld een draagbare gegevensdrager. TrueCrypt werkt onder Windows 2000+, Mac OS X en sinds versie 4 ook onder Linux. Versleuteling kan geschieden met de volgende algoritmen: AES, Twofish en Serpent.
Versie 5.0a, uitgebracht begin februari 2008, is ook bruikbaar onder Mac OS X 10.4 en hoger, inclusief ondersteuning voor 64 bit. 
De Mac OS X-versie maakt gebruik van de MacFUSE-bibliotheek (versie 1.3, meegeleverd met het installatieprogramma).

## Stopzetting
De laatste volledige versie was 7.1a, uitgebracht op 7 februari 2012. Versie 7.2 volgde op 28 mei 2014, maar deze beschikte enkel nog over decryptiemogelijkheden. TrueCrypt werd stopgezet op mysterieuze wijze: men raadde aan om op BitLocker over te stappen omdat TrueCrypt onveilig zou zijn. Voor andere platformen werden andere programma's aangeraden om TrueCrypt te vervangen. Volgens beveiligingsonderzoekers is de site niet gekaapt, zoals sommige gebruikers dachten. De nieuwe versie van TrueCrypt die op de nieuwe webpagina staat lijkt namelijk ondertekend te zijn met hetzelfde beveiligingscertificaat als bij de vorige versies gebruikt is. Ook werd er niet geknoeid met whois- en DNS-records.